# Dodo zu Innhausen und Knyphausen
Dodo zu Innhausen und Knyphausen (Lütetsburg, 2 juli 1583 - Haselünne, 11 januari 1636) was een Duits legeraanvoerder die tijdens de Dertigjarige Oorlog voornamelijk in dienst van het Koninkrijk Zweden vocht.

## Biografie
Dodo zu Innhausen und Knyphausen werd geboren in Lütetsburg in Oost-Friesland. Hij begon zijn militaire loopbaan onder Maurits van Oranje en tijdens de Dertigjarige Oorlog sloot hij zich aan bij de protestantse strijdkrachten. Hij vocht mee in de Slag bij Höchst, Stadtlohn en Dessau. Daarnaast deed Knyphausen oorlogservaring op in het westen. Zo hielp hij de Engelsen in 1628 in hun poging om La Rochelle te ontzetten.
In 1630 trad Knyphausen in Zweedse dienst en kreeg hij de opdracht om nieuwe Duitse regimenten te werven. Voor de Zweden vocht hij mee in de Slag bij Lützen waar hij verantwoordelijk was voor de reserves. Hij speelde tijdens die slag een belangrijke rol toen de verdedigingslinies versterkt moesten worden. Voor deze actie werd bedankt met de rang van veldmaarschalk. In 1633 vocht Knyphausen ook mee in de Slag bij Oldendorf die de Zweden wisten te winnen. Op 11 januari 1636 marcheerde zijn leger richting Osnabrück. Een keizerlijk leger blokkeerde de route waarop het leger van Knyphausen met hen de strijd aanging. De Zweden wisten de slag te winnen, maar Knyphausen was een van de eerste dodelijke slachtoffers van de slag toen hij door een kogel in het hoofd werd geraakt. Zijn lichaam werd per boot naar Emden gevoerd en werd begraven in de kerk van Jennelt.